# Cuterebra fasciata
Cuterebra fasciata är en tvåvingeart som beskrevs av Swenk 1905. Cuterebra fasciata ingår i släktet Cuterebra och familjen styngflugor. Inga underarter finns listade i Catalogue of Life.